# Boris Davidovitch Berman
Pour les articles homonymes, voir Boris Berman et Berman.
Boris Berman, né le 15 mai 1901 et mort en février 1939), fut l'assistant d'Abram Sloutski au NKVD, puis commissaire du Peuple à l’Intérieur de Biélorussie.

## Jeunesse
Boris Davidovitch Berman est le frère cadet de Matveï Berman, qui sera directeur du Goulag au milieu des années 1930. 
Il fuit son domicile à l’âge de 11 ans.

## Grande Terreur et exécution
Lors de la Grande Terreur, il dirige la Troïka du NKVD de Biélorussie, avec le procureur Deniskevitch et le premier secrétaire du Parti de Biélorussie, Chiirein. Comme tous les membres des troïki, il est le destinataire du Protocole n° 51 du Politburo ( 10 juillet 1937 ), qui lui donne l’ordre de « fusiller 3000 et déporter 9000 [individus] ».
Il est décoré de l’Ordre de Lénine le 19 décembre 1937. 
Mais il est victime des Grandes Purges de 1938 : arrêté le 24 septembre, il est interrogé plusieurs mois. On dispose du compte-rendu de son interrogatoire du 21 octobre 1938, annoté par Staline en personne. 
Exécuté le 22 février 1939, quelques semaines avant son frère, il ne fut jamais réhabilité.